# 13278 Ґротеклосс
13278 Ґротеклосс (13278 Grotecloss) — астероїд головного поясу, відкритий 17 серпня 1998 року.
Тіссеранів параметр щодо Юпітера — 3,490.